# 香椎浜ジャンクション
香椎浜ジャンクション（かしいはまジャンクション）は、福岡県福岡市東区香椎浜にある福岡高速1号香椎線と福岡高速6号アイランドシティ線を結ぶジャンクションである。
1号香椎線千鳥橋JCT方面との分岐・合流のみ接続するハーフジャンクションである。

## 歴史
- 2021年（令和3年）3月27日 : 6号アイランドシティ線・香椎浜JCT - アイランドシティ出入口間開通に伴い、供用開始[1]。

## 周辺
- 福岡市立香陵小学校

## 隣
福岡高速1号香椎線
（102）香椎出入口 - 香椎浜JCT -（103）香椎浜出入口
福岡高速6号アイランドシティ線
香椎浜JCT -（601）アイランドシティ出入口